# メガホン

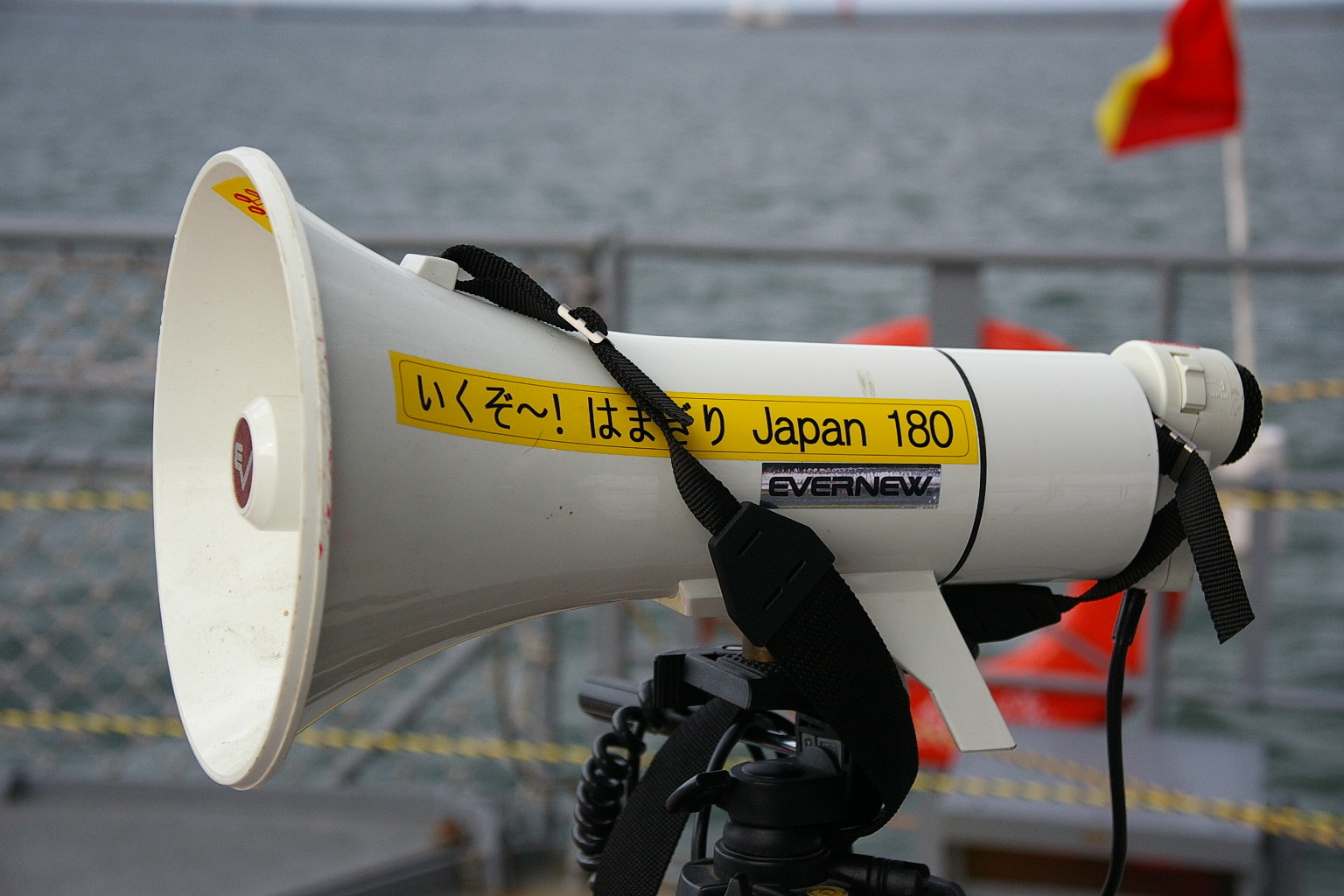
拡声器

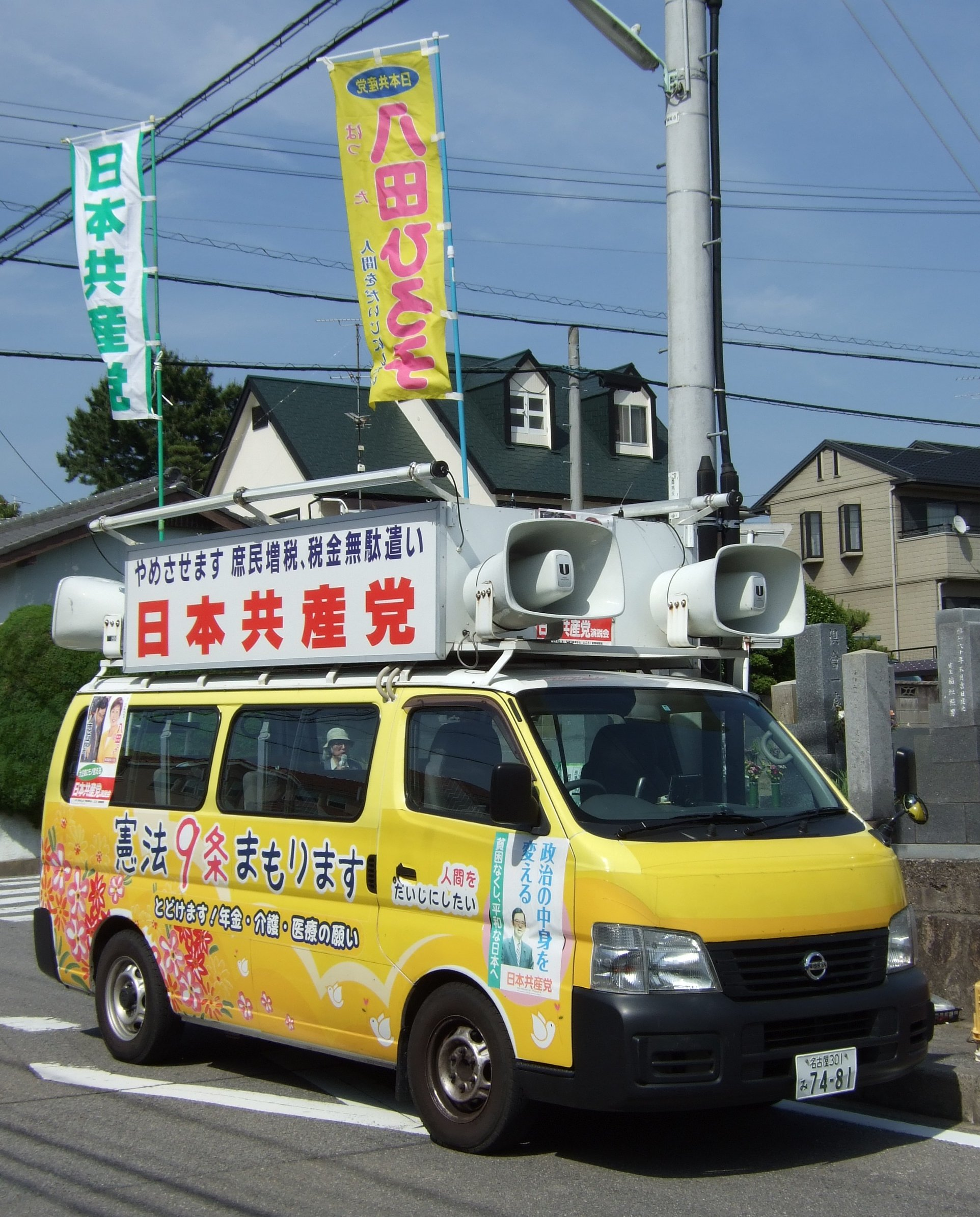
拡声器を付けた選挙カー

メガホン（英語：Megaphone）は、声を拡声するために用いられる器具のことである。音響的に指向性と声の通りやすさを向上させるものと、電子回路で増幅するものがある。スポーツの応援、演説、抗議行動、集会などに用いられる。英語圏ではスピーキング・トランペット（英語：Speaking Trumpet）、ブルホーン（英語：Bullhorn）またはラウド・ヘイラー（英語：Loud Hailer。「大声で呼びかける者」の意）の名称も用いられる。

## 原理
メガホンとは音響インピーダンスとQ値を上げることで音のエネルギー伝播効率を向上させる装置である。
メガホンは声帯から空気への音響インピーダンスを上げることで音量を上げ多くの音響パワーが空気中へ放射されるようにする。
電気的な増幅装置を持つ場合は声帯の代わりに電気スピーカーから空気への音響インピーダンスを上げる。
メガホンの周波数特性は音の周波数が高いほど大きくなるため音が多少歪む。
音響インピーダンスを上げるためには双曲線形状であることが理想だが増幅装置を持たない簡易な物は製造コスト上の理由から単純な円錐台形が多い。
人間の声は空気を媒質として弾性体中を伝わる変形波であるためQ値を高めて媒質に吸収されるエネルギーの減少を低減する効果もある。
Q値が高いと複数の周波数が均等に増幅されないため音質が多少歪む。
これをスピーカーなどの音響機器における指向性と同一とみなして指向性を上げると表現されることが一般的である。

## 音響的な動作をする物

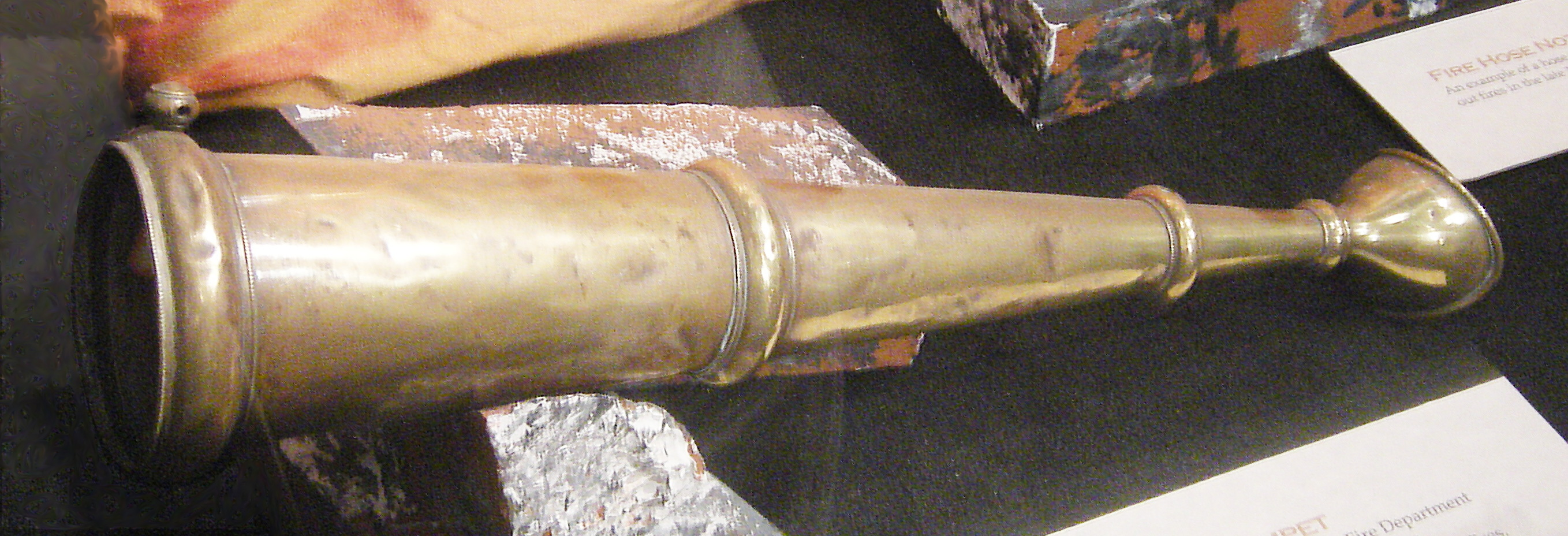
19世紀後半、消防士が用いた銅製のスピーキング・トランペット。

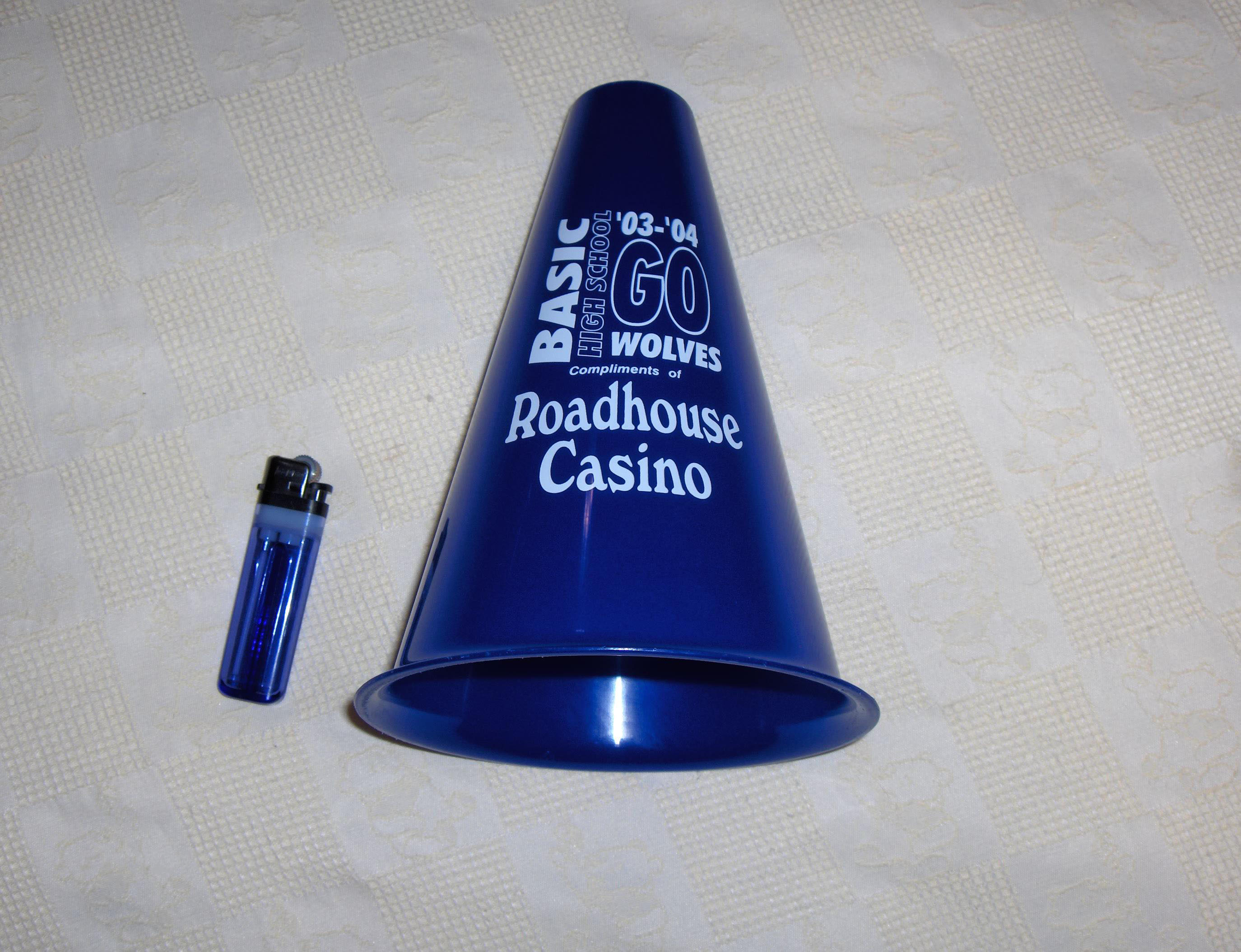
スポーツの応援で用いられる樹脂製音響メガホン。3インチ(約7.6cm)の使い捨てライターとの比較

プラスチックや紙製の円錐型の筒からできており、発声の際に細い側の開口部を口に当てて使用する。エネルギーの増幅は無いが、指向性が増強されることや共鳴の変化などによって特徴のある声になり、遠くへ伝わりやすくなる。
映画監督の象徴でもあり、「メガホンを握る（取る）」というと、映画制作の過程を監督するという意味で使われる。また、叩くことによって合図を送ったり、応援の拍子、またバラエティー番組においてツッコミ役（いかりや長介など）がハリセン同様の小道具に用いることもある。また、クイズ番組等で耳打ちでの解答をする際に用いることがあるが、この場合は音響を縮小させて周囲に声が漏れないよう、太い側の開口部に口を当てて発声する。
また、円錐を縦に2分割しバネと蝶番で接続した構造のものもある（通称、Vメガホン）。プロ野球をはじめとするスポーツの応援で近年、多用されている。本来の声を遠くへ伝える目的の他、カスタネットのように打ち合わせて音を出せるように作られている。
高校野球では1メートル以上にも及ぶ巨大な物も存在する。ベンチに入れない部員などがオリジナルで作成し、メガホンに部員などの様々なメッセージを書き込んで2～3人で支えてスタンドで応援するケースもある。
音響的なメガホンの日本国内製造は、現在わずか5工場。
変わったところでは、道路工事などに用いられる三角コーンをそのまま音響メガホンとして用いるケースもある。

### ギャラリー
近代における音響メガホンの使用例
- アラスカ-ユーコン太平洋博覧会（英語版）での軍事競技大会にて音響メガホンを用いて声援を送るアメリカ陸軍兵士(1909年)
- 「メガホンを取る」アメリカ人映画監督、トーマス・H・インス(1922年)
- 銅製の音響メガホンを用いるヴァイマル共和国軍のドイツ兵(1930年)
- 大型の音響メガホンを用いて新兵訓練（英語版）での起床喇叭を吹奏するアメリカ海軍水兵(1947年)
- 東ベルリン・パンコウ区の屋外プールで音響メガホンを手にするライフガード(1969年)
- 古典的な音響メガホンを用いて演説を行う東ドイツ出身の政治家、ハイコ・リーツ（ドイツ語版）(1989年)
- 三角コーンをそのまま音響メガホンに用いて歌唱するスウェーデンのロックバンド、ボブ・フンド（英語版）(2005年)
- 音響メガホンを用いるオーストラリアのジャズグループ、リバーサイド・ストンパーズ(2007年)
- タイ王国の反独裁民主戦線(タクシン派、赤シャツ隊とも)は、抗議活動の音響メガホンに三角コーンをそのまま用いる事で知られる(2010年)

## 電子回路で増幅する物
拡声器（拡声機）や「トランジスタメガホン」略してトラメガとも呼ばれる。マイクロホン、増幅回路、トランペットスピーカーから構成されている。小型のものは全てが一体化しており、手で持ってマイクロホンを口に近づけ、発声するとそのまま前方に音声が増幅されて出力されるようになっている。大型のものはマイクロホン、増幅器および電源、スピーカーが独立しており、スピーカー部を付属のストラップで担ぐか置いて用いる（マイク部をヘッドセットにしているものもある）。いずれも電源には乾電池などを用いる。ボリューム調節機能を備えるものもある。また、屋外で使用されることが多いため防滴機能を備えるものもある。サイレン機能（ホイッスル機能）や録音機能、音響機器などと接続する外部入力端子を備えているものもある。
電子メガホンは従来の音響メガホンと異なり、声量が少ない者でも手軽に発声を大音量化して音声伝達に使う事が出来るが、容易に騒音公害を発生する元ともなり得る為、日本の自治体によっては拡声機暴騒音規制条例を制定して、公に認められた使用目的（規制条例の例外規定）以外での市中における電子メガホンの濫用を規制している場合もある。

### ギャラリー
様々な用途で用いられる電子メガホン
- 公衆伝達機器を自動車に乗せた移動式の電子メガホン車。電子メガホンの初期の事例で、4マイル(約6.4km)先まで音声が届いたという。(1929年)
- 軽巡洋艦CL-46 フェニックス艦上で電子メガホンを用いるアメリカ海軍兵。この時期の真空管を用いた電子メガホンはスピーカーは手持ち式であるが、アンプと電池は外付けの為、左腕の肘の辺りから甲板に向かって配線が繋がっている。(1945年)
- 1954年、世界初のトランジスタ式電子メガホンとして登場したTOA・EM-202。日本製のEM-202は電子メガホンの可搬化に大きく貢献した(2009年撮影)
- 電子メガホンを手に演説を行うロバート・ケネディ(1963年)
- 手持ち式、マイク分離式の両方の電子メガホンを腰に下げるNORMLの活動家、ドミニク・ホールデン(2007年)

## 歴史

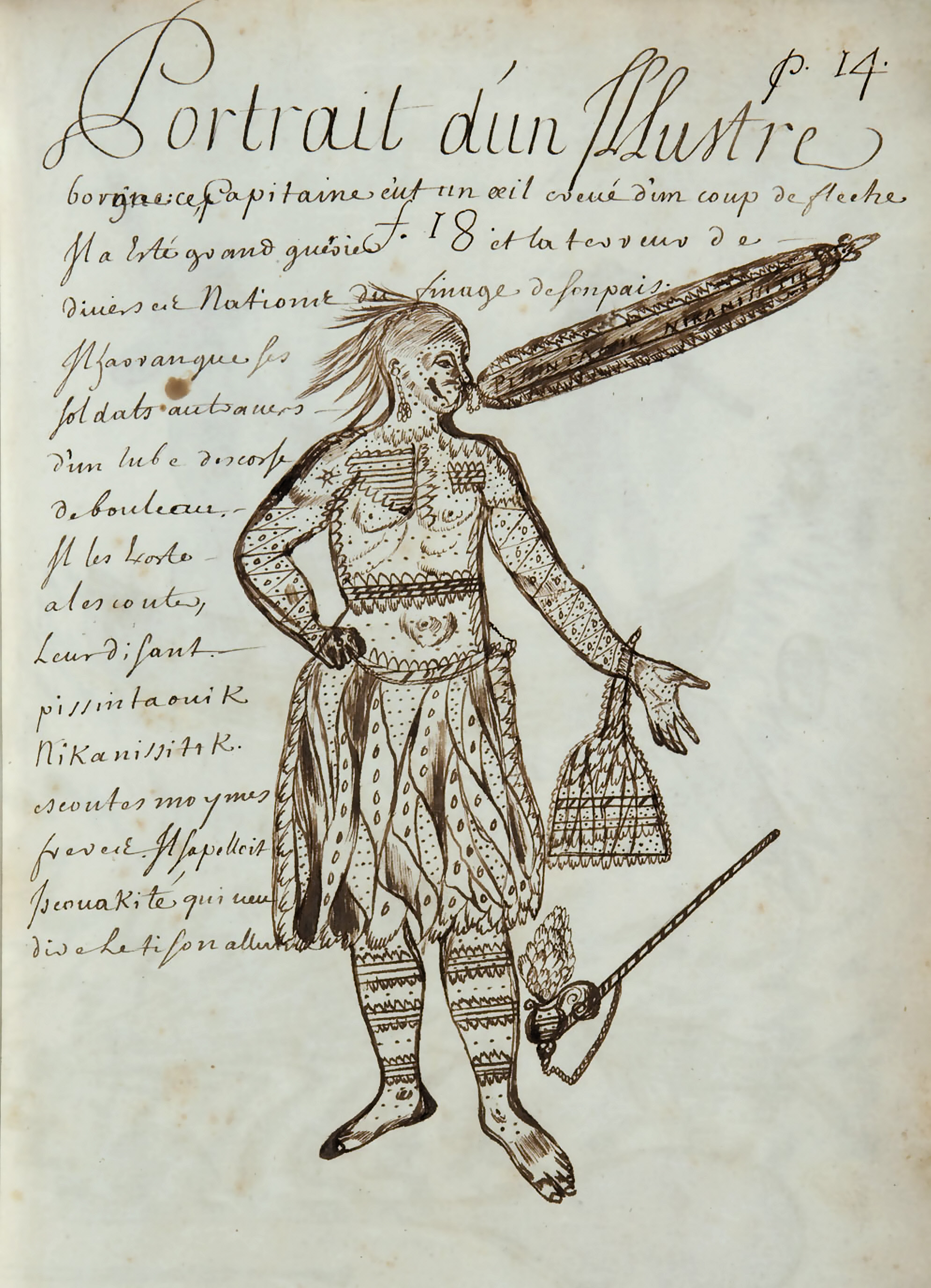
コデックス・カナデンシスに描かれた隻眼のネイティブ・アメリカン酋長の絵図。シラカバの樹皮製(バーチ・バーク)の音響メガホンを携えており、優秀な戦闘指揮官として欧州人開拓者達から恐れられたという。(1675年-1682年ごろ)

人類が音響メガホンに類似するラッパ状の筒を用いて拡声を行った歴史は古く、法螺貝や角笛などと並んで文明が発祥した初期の頃から世界の各地で用いられていたとみられる。現存する遺跡ではボリビア多民族国の世界遺産、ティワナクにて音響メガホンの形に穿たれた大石が存在しており、その製作意図は不明なものの、現地駐在の警備員の声が広範囲に拡散される効果がある事が知られている。

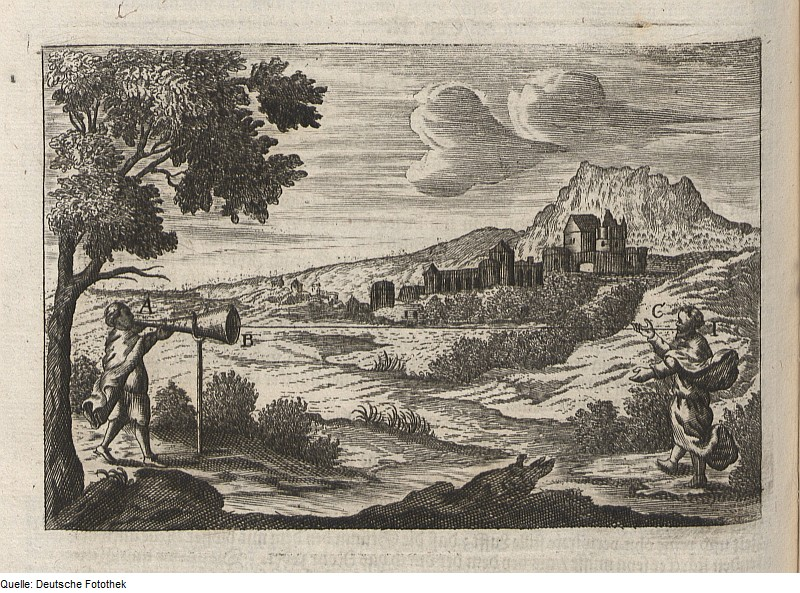
絵画に描かれたアタナシウス・キルヒャーの音響メガホン(1684年)

音響メガホンが絵画という形で描き残された最初の事例は、カナダに派遣されたフランス人宣教師のルイス・ニコラスにより、1675年から1682年の間に著作されたコデックス・カナデンシスに描かれた「有名な片目の男の肖像」であろう。文献による記録では、ニコラスの絵画の約20年前、サミュエル・モーランドとアタナシウス・キルヒャーがそれぞれ異なる構造の銅管製の音響メガホンを製作した記録が残されている。モーランドは直管型、キルヒャーは小型化の為に渦巻型の音響メガホンを製作したが、モーランドの音響メガホンは最大のものでは20フィート(約6m)以上の長さがあり、1マイル半(約2.4km)先まで音声を届かせる効果があったという。また、キルヒャーの音響メガホンは建物の外で話す人々の声を集音する目的でも用いられており、こうした装置はイヤー・トランペットと呼ばれた。
こうして発明された金属製音響メガホンはスピーキング・トランペットと呼ばれ、軍事における伝令や宗教の宣教活動など幅広い活動で用いられたが、金属管製の音響メガホンは発声者の声質が変化して伝わる欠点があった。こうした特性はオペラや音楽活動などにおいて特に問題となり、1919年には張り子を用いた音響メガホンがイギリスの歌手のゼンガーにより開発され、彼はゼンガーフォンという商標でこれを販売した。拡声の際に音質の変化が起こらないゼンガーフォンはオペラハウスなどで大いに普及したが、皮肉にも彼自身は歌手としては大成しないまま1936年に死去した。
「メガホン」という名前が初めて世に現れたのは、1878年に発明王トーマス・エジソンが聴覚障害者の為に発明した装置が最初である。エジソンのメガホンは6フィート(約1.8m)の長さと8インチ(約20cm)の直径を持つ音響メガホンが3本並んでおり、中央の音響メガホンは使用者の拡声の為に用いられ、左右の紙製のメガホンは使用者の耳に接続して聴音の為に用いられた。この装置は1000フィート(約300m)離れた場所の話し声が聞こえ、2マイル(約3.2km)先まで発声が届いたと言われるが、余りにも装置が巨大すぎた事から聴覚障害者の補聴器としては普及しなかった。

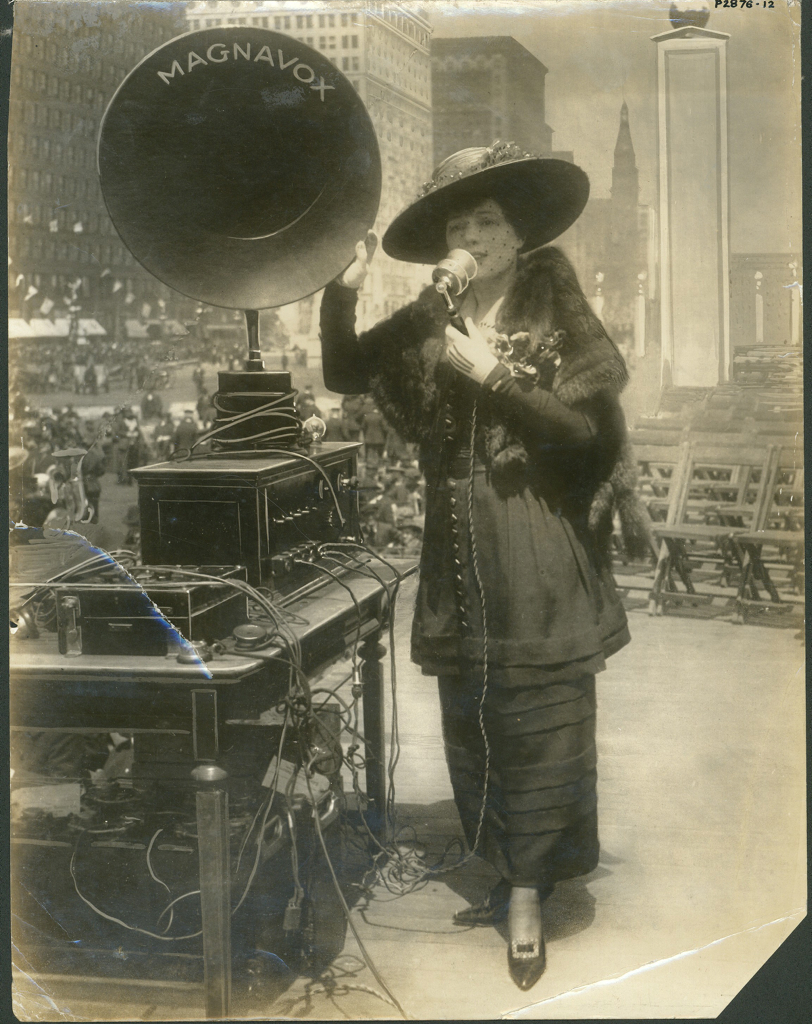
1919年、ニューヨーク市にて第一次世界大戦の戦時国債であるリバティー・ボンドの宣伝活動を行うアメリカ人女優のフリッツ・シェフ。この時用いられたシステムは1917年に発売されたばかりのマグナボックス社製の真空管アンプとスピーカーを用いた公衆伝達機器をそのまま転用した大掛かりなもので、電子メガホンの最も初期の事例の一つである。

ホーン機構を用いたスピーカーは19世紀の後半には登場しており、日本ビクターのトレードマークである「蓄音機のホーン・スピーカーに耳を傾けるニッパー」でも知られるように、1900年代から1910年代に掛けて音響メガホンは様々な音響機器に応用された。1920年代に真空管アンプ(バルブアンプ)が開発されると、イヤー・トランペットが防空や潜水艦探知を目的とした聴音機としても用いられ、施設内の伝声用途では公衆伝達装置として様々な用途で用いられたが、真空管アンプ自体が巨大であった為に電子メガホンを手持ち機器にする事は困難を伴った。1940年、アメリカ合衆国のアーサー・サニアルが手持ち式の電子メガホンの特許を取得しているが、真空管アンプと蓄電池はハーネスで外付けする形式となっており、全ての機材を人間が運搬可能な構造にはなっていなかった。連合軍は第二次世界大戦の後半に真空管アンプを用いた電子メガホンを一部で導入していたが、枢軸国など多くの国の軍事用途では第二次世界大戦終結までは依然として従来型の音響メガホンが野戦における指揮官の拡声や、喇叭譜の拡声などの用途で用いられ続けていた。民間では公衆伝達装置を応用した電子メガホンを屋外での演説活動などに使用する例が散見されたが、機材が大掛かりとなるため最低でも貨物自動車での運搬を前提としなければ運用が困難であったとみられる。
こうした状況が一変するのはマイクロエレクトロニクスの技術が発展し、トランジスタが発明される1947年の事である。トランジスタ発明から間もない1954年、日本の東亞特殊電機（現：TOA）が世界で初めてトランジスタアンプを用いた電子メガホンEM-202を開発。公衆伝達装置が手持ち可能な大きさまで一気に縮小された事で、群衆管理や公衆広報を始めとする多くの用途から旧来の音響メガホンが姿を消していく事となった。

### スポーツ応援での使用

#### 海外
拡声・増幅機能に優れた電子ポータブルメガホンが普及した現在、音響メガホンが用途として残る数少ない分野の一つが、スポーツの応援活動である。こうした用途で音響メガホンが用いられた初めての事例が、1890年代のアメリカでミネソタ大学のチアリーディングにて、男性チアリード部員がポンポンを振って踊る女性のチアガールの声援を音響メガホンを用いて行った事である。同校の音響メガホンによる応援は、ほどなく同大学のサッカーチームへの応援にも用いられ、1930年代にはアメリカの大学サッカーの応援を中心に急速な広まりを見せていった。
1946年にはレオナルド・A・ウィーラーにより、アメリカのスポーツスタジアムで観客向けに販売されるポップコーンの容器を兼ねたボール紙製の音響メガホンの特許が申請された。ウィーラーの紙製音響メガホン兼容器はアメリカではカードボード・ブルホーンと呼ばれ、1960年代までにはほぼ全てのメジャーリーグベースボールの本拠地で、ポップコーンの容器として普及した。観客はスタジアムの売店でポップコーンを購入し、食べ終わった後は容器を音響メガホンとして転用する事でベースボールチームに声援を送り、試合終了後は折り畳んで観戦の記念品として持ち帰る事が出来た。

#### 日本

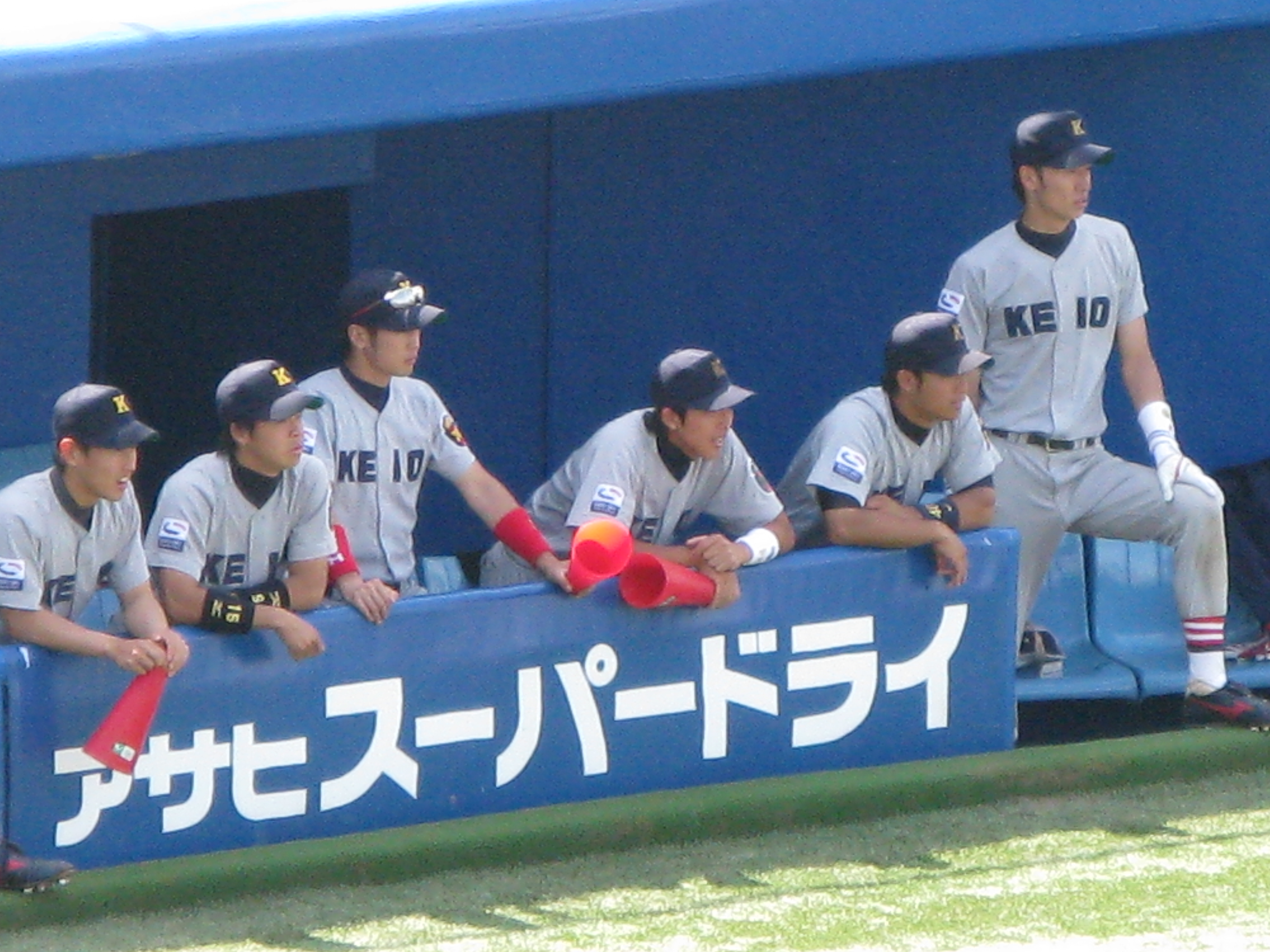
伝統の早慶戦にてダグアウトで音響メガホンを手にする慶應義塾大学野球部員達(2008年)

日本では大日本帝國陸軍の伝声用途や空中聴音機、或いは大日本帝國海軍の音響探信儀などの軍事用途で音響メガホンが用いられていた。学生野球では、応援席で紙製のメガホンが配られ、それを手に声援を送るというスタイルがあった。リーダーたちの使うメガホンが電気的に拡声する機能を持つ物に対して、一般の観客は簡単な物を使っていた。応援用のメガホンが商品化されるまでは、様々な代用品が存在した。新聞紙を丸めて筒にする方法や、スポンサーが紙製の簡易メガホンを配布したこともあった。また球場で紙コップ入りのビールを買い、それを飲み干した後で底を抜いてメガホンにする方法もよくあった。勿論、よく声が通る人は、そういう補助用具をあてにせず、手のひらを口の前でメガホン状にして野次を飛ばすこともある。メガホンの素材が紙から合成樹脂に変っていったのは、単にメガホンの耐久性だけの問題ではなかった。観客たちはそれぞれ叩いて音を出すための道具を持ちたいと考えるようになったのである。かつては音頭取りが太鼓や鉦を打ち鳴らし、観客はそれに合わせて手拍子していた。やがて、観客たちはめいめい鳴り物を持ち、音を出したり、動かしたりしたいと思うようになった。観客がめいめいに叩く物を持つという習慣は、春夏甲子園大会での高校野球に於ける広島県代表のしゃもじ応援を発祥としている。広島商業のしゃもじ応援は、夏の甲子園大会が始まって間もない大正時代の1920年から始まったとされる。また日本プロ野球でのメガホンの導入も1975年の広島カープといわれる。この年の広島カープの躍進でメガホンが飛ぶように売れた。プロ野球応援としてのメガホンの普及はこれ以降である。関西地区で野球のキャラクターグッズキャラクターグッズを開発・販売するフジハラスポーツは、この1975年に創業し、当初は甲子園球場近くのみやげもの店に帽子やサインボールなどを卸していたが、メガホンの大当たりで事業を拡大し、大阪球場との取引関係を結んだ。1980年に法人化し、1983年に南海ホークスのメガホンを開発、以降ホークスのキャラクターグッズのほとんどを扱うようになった。プロ野球観戦の際にメガホンを持って行くファン行動は1980年前半に定着した行動である。1980年代に入るとメガホンは、拡声器ではなく振ったり叩いたりするモノとしての性格を強めていく。メガホンの形状は革命的に変化し、1990年代には二つのパーツに分かれた、叩いて音を出すことを最優先したV型と呼ばれるタイプが市場に投入された。これに至りついにメガホンは、本来の機能である拡声とは相容れない形になった。
球団マークを付けるキャラクターグッズとしてのメガホンの場合、球団と契約し、証紙（マーク）を貼らないと売れない。一品目一社が決まっており、応援旗が主力商品だった会社「マッス」は、1983年から球団公認のメガホンを売り出し、1983年に20万本、1984年は35万本と爆発的に売れた。1本500円のため、売上げは1億7500万円。それまで年20万本売れていた応援旗は5万本に激減した。マーク使用料は売値の3%で証紙代60銭も球団に入る。一品目一社が原則のため、当然ライバル社が考えるのはメガホンに似た別のグッズである。こうして考案されたのが「応援バット」。考案したのはプロ野球のキャラクター商品販売会社「一球」の社長・原田睦己。「一球」は元中日の児玉利一が設立した会社で、会長の児玉が原田を誘った。メガホンの登場以降、同社の売上げはがた減りし、一年の間、新商品を考え続けたある晩、テレビで大リーグ（原文ママ）の応援風景を観て「これだ！」と思い付いた。バットでイスを叩いていた（チーム名は不明）。商品化するまでに試行錯誤を重ね、1985年に発売すると爆発的に売れ、後楽園球場での同年の販売数はメガホンの約2割だったが、翌1986年はほぼ互角となり、1987年はメガホン7万本に対して応援バット13万本と圧勝した。1本500円で、各球団には3%のマーク使用料を払う。